# IIHF Women’s Challenge Cup of Asia 2019
Der IIHF Women’s Challenge Cup of Asia 2019 war die neunte Austragung des durch die Internationale Eishockey-Föderation IIHF durchgeführten Wettbewerbs. Zum zweiten Mal wurden die Teilnehmer in zwei Divisionen à fünf Mannschaften aufgeteilt. Die Turniere wurden vom 14. bis 19. April 2019 in der Abu Dhabi, der Hauptstadt der Vereinigten Arabischen Emirate, ausgetragen. Gespielt wurde im 1.200 Zuschauer fassenden Abu Dhabi Ice Rink.
Wie bereits in den vier Jahren zuvor verzichteten die stärksten asiatischen Nationen auf eine Teilnahme, sodass lediglich Mannschaften der einstigen Division I am Wettbewerb teilnahmen. Dies allerdings mit einer Rekordzahl von neun Nationen.
Den Titel sicherte sich zum ersten Mal die Auswahl Thailands, die zwischen 2015 und 2017 dreimal in Folge den zweiten Rang belegte. Den Grundstein für den Turniersieg legte die Mannschaft bereits am ersten Turniertag, als sie die titelverteidigende U18-Auswahl der Republik China von der Insel Taiwan mit 3:2 besiegen konnte. In der Division I blieb die Mannschaft von den Philippinen in allen drei Turnierspielen ungeschlagen und gewann selbige.

## Teilnehmer, Austragungsorte und -zeiträume
- Top-Division: 14. bis 19. April in Abu Dhabi, Vereinigte Arabische Emirate
Teilnehmer:  Republik China (Taiwan) U18 (Titelverteidiger),  Malaysia (Aufsteiger),  Neuseeland U18,  Singapur,  Thailand

- Division I: 14. bis 19. April in Abu Dhabi, Vereinigte Arabische Emirate
Teilnehmer:  Indien,  Kuwait (Neuling),  Philippinen,  Vereinigte Arabische Emirate

Die  Mongolei meldete zunächst für das Turnier der Division I, zog seine Teilnahme aber später zurück.

## Austragungsort
| \| Abu Dhabi \|                |
| Austragungsort des Wettbewerbs |
| Abu Dhabi                      |

| Abu Dhabi |

## Modus
Wie bereits im Vorjahr wurde das Teilnehmerfeld in zwei Divisionen unterteilt. Die zehn gemeldeten Mannschaften spielten in zwei Gruppen à fünf Mannschaften jeweils eine Einfachrunde.

## Top-Division
| 14. April 2019 12:00 Uhr (Ortszeit) | Thailand | 3:2 (2:1, 1:0, 0:1) Spielbericht | Republik China (Taiwan) U18 | Ice Rink, Abu Dhabi Zuschauer: 62 |

| 14. April 2019 16:00 Uhr | Singapur | 5:2 (1:0, 2:1, 2:1) Spielbericht | Neuseeland U18 | Ice Rink, Abu Dhabi Zuschauer: 58 |

| 15. April 2019 16:00 Uhr | Malaysia | 2:5 (0:2, 0:2, 1:1) Spielbericht | Singapur | Ice Rink, Abu Dhabi Zuschauer: 46 |

| 16. April 2019 12:00 Uhr | Neuseeland U18 | 1:0 n. P. (0:0, 0:0, 0:0, 0:0, 1:0) Spielbericht | Thailand | Ice Rink, Abu Dhabi Zuschauer: 62 |

| 16. April 2019 16:00 Uhr | Republik China (Taiwan) U18 | 13:2 (5:1, 4:0, 4:1) Spielbericht | Malaysia | Ice Rink, Abu Dhabi Zuschauer: 52 |

| 17. April 2019 16:00 Uhr | Singapur | 1:3 (0:2, 0:1, 0:0) Spielbericht | Republik China (Taiwan) U18 | Ice Rink, Abu Dhabi Zuschauer: 42 |

| 17. April 2019 20:00 Uhr | Neuseeland U18 | 4:0 (1:0, 3:0, 0:0) Spielbericht | Malaysia | Ice Rink, Abu Dhabi Zuschauer: 52 |

| 18. April 2019 16:00 Uhr | Thailand | 9:1 (4:0, 3:1, 2:0) Spielbericht | Singapur | Ice Rink, Abu Dhabi Zuschauer: 46 |

| 19. April 2019 12:00 Uhr | Malaysia | 2:9 (0:4, 1:2, 1:3) Spielbericht | Thailand | Ice Rink, Abu Dhabi Zuschauer: 43 |

| 19. April 2019 16:00 Uhr | Republik China (Taiwan) U18 | 3:0 (2:0, 1:0, 0:0) Spielbericht | Neuseeland U18 | Ice Rink, Abu Dhabi Zuschauer: 40 |

| Pl. |                             | Sp | S | OTS | OTN | N | Tore  | Punkte |
| 1.  | Thailand                    | 4  | 3 | 0   | 1   | 0 | 21:06 | 10     |
| 2.  | Republik China (Taiwan) U18 | 4  | 3 | 0   | 0   | 1 | 21:06 | 9      |
| 3.  | Singapur                    | 4  | 2 | 0   | 0   | 2 | 12:16 | 6      |
| 4.  | Neuseeland U18              | 4  | 1 | 1   | 0   | 2 | 07:08 | 5      |
| 5.  | Malaysia                    | 4  | 0 | 0   | 0   | 4 | 06:31 | 0      |

Abkürzungen: Pl. = Platz, Sp = Spiele, S = Siege, OTS = Siege nach Verlängerung (Overtime) oder Penaltyschießen, OTN = Niederlagen nach Verlängerung oder Penaltyschießen, N = Niederlagen

## Division I
| 14. April 2019 20:00 Uhr (Ortszeit) | Indien | 2:4 (1:1, 0:1, 1:2) Spielbericht | Vereinigte Arabische Emirate | Ice Rink, Abu Dhabi Zuschauer: 134 |

| 15. April 2019 20:00 Uhr | Kuwait | 0:10 (0:2, 0:4, 0:4) Spielbericht | Philippinen | Ice Rink, Abu Dhabi Zuschauer: 86 |

| 16. April 2019 20:00 Uhr | Kuwait | 0:13 (0:3, 0:6, 0:4) Spielbericht | Vereinigte Arabische Emirate | Ice Rink, Abu Dhabi Zuschauer: 169 |

| 17. April 2019 12:00 Uhr | Philippinen | 5:0 (2:0, 1:0, 2:0) Spielbericht | Indien | Ice Rink, Abu Dhabi Zuschauer: 34 |

| 18. April 2019 20:00 Uhr | Indien | 11:0 (1:0, 3:0, 7:0) Spielbericht | Kuwait | Ice Rink, Abu Dhabi Zuschauer: 67 |

| 19. April 2019 20:00 Uhr | Vereinigte Arabische Emirate | 1:2 (0:1, 0:1, 1:0) Spielbericht | Philippinen | Ice Rink, Abu Dhabi Zuschauer: 412 |

| Pl. |                              | Sp | S | OTS | OTN | N | Tore  | Punkte |
| 1.  | Philippinen                  | 3  | 3 | 0   | 0   | 0 | 17:01 | 9      |
| 2.  | Vereinigte Arabische Emirate | 3  | 2 | 0   | 0   | 1 | 18:04 | 6      |
| 3.  | Indien                       | 3  | 1 | 0   | 0   | 2 | 13:09 | 3      |
| 4.  | Kuwait                       | 3  | 0 | 0   | 0   | 3 | 00:34 | 0      |

Abkürzungen: Pl. = Platz, Sp = Spiele, S = Siege, OTS = Siege nach Verlängerung (Overtime) oder Penaltyschießen, OTN = Niederlagen nach Verlängerung oder Penaltyschießen, N = Niederlagen